# Claude Ramey
Claude Ramey (født 29. oktober 1754 i Dijon, død 5. juni 1838 i Paris) var en fransk billedhugger. Han var far til Jules Ramey.
Ramey har skabt en del dekorativ skulptur for Louvre, statuen Najade for Medici-springvandet i Luxembourg-haven, en statue af Kléber med mere.